# Shine We Are!
Shine We Are! é o terceiro álbum especial (ou álbum 3.5) da cantora sul-coreana BoA, lançado em 4 de dezembro de 2003 através da SM Entertainment. O álbum inclui versões em coreano de alguns de seus lançamentos em japonês e remixes; a última faixa do álbum é uma parceira com o grupo irlandês Westlife.

## Lista de faixas
| N.º            | Título                                  | Duração |  |
| 1.             | "B.I.O"                                 | 4:15    |  |
| 2.             | "Shine We Are!"                         | 5:03    |  |
| 3.             | "세상의 어디에서도" (One Way)           | 4:41    |  |
| 4.             | "Discovery"                             | 4:18    |  |
| 5.             | "Milky Way" (Club Remix)                | 3:36    |  |
| 6.             | "Flower"                                | 4:24    |  |
| 7.             | "Searching for Truth"                   | 3:58    |  |
| 8.             | "Beside You"                            | 4:19    |  |
| 9.             | "이별풍경" (Always)                     | 4:48    |  |
| 10.            | "Flying Without Wings" (Westlife e BoA) | 3:35    |  |
| Duração total: | Duração total:                          | 43:05   |  |